# 犯罪被害人保護法
《犯罪被害人保護法》是一部中華民國法律，立法院於1998年5月5日三讀通過，並於同年月27日由時任中華民國總統的李登輝公布，定於同年10月3日施行。該法作為社會安全網的一環，旨在保護因犯罪行為受害的國民，由國家給予補償，協助犯罪受害者渡過難關，重拾往日生活。

## 百合條款
「百合條款」是立法院於2013年4月30日，增訂《犯罪被害人保護法》第34條之1至第34條之6的修正案，內容為：若中華民國國民在境外因他人之故意行為被害，於2011年12月9日以後死亡者，其家屬可申請二十萬元的扶助金。該條款得名於2012年東京台灣女留學生命案遇害女學生林芷瀅的日文名字，並由其家屬推動修法。作為該條款的第一個受益對象，其家屬將扶助金全數捐給財團法人犯罪被害人保護協會臺灣臺中分會。